# Standing Buffalo 78
Standing Buffalo 78 är ett reservat i Kanada.   Det ligger i provinsen Saskatchewan, i den sydöstra delen av landet, 2 200 km väster om huvudstaden Ottawa. Standing Buffalo 78 ligger vid sjön Echo Lake.
Trakten runt Standing Buffalo 78 består till största delen av jordbruksmark. Trakten runt Standing Buffalo 78 är nära nog obefolkad, med mindre än två invånare per kvadratkilometer.